# Visul unei nopți de iarnă
Visul unei nopți de iarnă este o piesă de teatru a autorului român Tudor Mușatescu. A avut prima reprezentație în 1937 la Teatrul Comedia din București. 

## Prezentare
În Ajunul Revelionului, Alexandru Manea cumpără un colier de la un magazin. După ce se ceartă la telefon cu iubita sa, Elvira, Alexandru Manea rămâne acasă de Revelion. Maria, o vânzătoare, îi aduce ea acasă scriitorului colierul pentru a avea șansa de a-l întâlni.  Alexandru Manea o reține în casă ca să petreacă Revelionul cu el...  

## Personaje
- Alexandru Manea, un scriitor român renumit
- Maria Panait, vânzătoare
- Milică Dumitrescu
- Natalia Panait
- Manole
- Elvira, iubita lui Alexandru Manea
- Bebe Cristian, un prieten al scriitorului pe care acesta nu-l mai agrea
- sergent de stradă
- patron de magazin
- vânzătoare

## Reprezentații
A fost jucată pentru prima dată în anul 1937, pe scena Teatrului „Comedia” din București și i-a avut ca protagoniști pe actorii George Vraca, Nelly Sterian, Willy Ronea, Marcel Anghelescu, Mișu Fotino.

## Ecranizări
Piesa a avut parte de două ecranizări: în 1944-1946, regizată de Jean Georgescu și în 1980, realizată pentru televiziune în regia lui Dan Necșulea.

## Teatru radiofonic
- 1974 - regia Titel Constantinescu, cu Virgil Ogășanu, Ioana Casetti, Mihai Mereuță, Eugenia Bosânceanu, Rodica Suciu, Victor Ștrengaru, Rodica Sanda Țuțuianu, Ștefan Velniciuc, Sorin Gheorghiu.[5]
- 1985 - O noapte de vis, muzical de Edmond Deda, regia Dan Puican, cu Ion Caramitru, Rodica Mandache, Mitică Popescu, Stela Popescu, Tamara Buciuceanu-Botez, Matei Alexandru, Mișu Fotino, Rodica Popescu, Alexandru Arșinel.[6]